# Apollorevyen
Apollorevyen var en dansk revy, der blev opført hvert år fra 1925 til 1944, hvorefter Apollo Teatret på Vesterbrogade ved Tivolis hovedindgang blev sprængt i 1945, og revyen blev lukket.
Apollorevyen genopstod med Aage Stentoft som direktør lige over for på Axeltorv i 1951.

## Mindeværdige numre / sange
Der er for få eller ingen kildehenvisninger i denne artikel, hvilket er et problem. Du kan hjælpe ved at angive troværdige kilder til de påstande, som fremføres i artiklen.

Ka`du mærke blinket i mit Katteøje (Apollo Revyen 1925 tekst Aage Steffensen Musik Rudolf Nelson Nodehæfte Peder Friis Musikforlag København.
- Laurits Howalt : Nu skal vi hjem i Buret. (Apollo Revyen 1928).
- Så ruller jeg med dig (Tekst Mogens Dam, musik Kai Normann Andersen)  (1932, noder Arkiveret 12. januar 2016 hos  Wayback Machine)
- Vil du , vil du være min kæreste, (1932)
- En lille blomst fra Danmarks have, (1932)
- Giv mig et kys og en rose fra mor. (Tekst Mogens Dam, musik Åge Stentoft)  (1934)
- Osvald Helmuth : Dit Hjerte er i Fare, Andresen! (Apollo Revyen 1936).
- Carl Alstrup : Manden på risten (Tekst Aage Steffensen, musik Michael Carr) (1936).
- Den lille lysegrønne sang  (Tekst Børge Müller, musik Åge Stentoft) (1940)
- Luk dine små uskyldige øjne (Tekst Ludvig Brandstrup / Poul Sørensen, musik Åge Stentoft) (1942)
- Så blev der glæde i det lille hjem (Tekst Børge Müller, musik Åge Stentoft) (1942)
- Jeg har aldrig kysset andre end Marie (Tekst A. Andkjær Larsen, musik Åge Stentoft) (1942)
- Tanta Agathe (Tekst Mogens Dam, musik Åge Stentoft) (1943)
- Såd'n var det ikke i halvfemserne (Tekst Epe / Poul Sørensen, musik Åge Stentoft) (1944)
- Det ene ben (Tekst Poul Henningsen, musik Åge Stentoft) (1951)
- De sidder, som de skal, de to (Tekst Børge Müller, musik Åge Stentoft) (1953)
- Mænd er pigers bedste legetøj (Tekst Epe, musik Åge Stentoft) (1953)
- Kallemand (Tekst Epe, musik Åge Stentoft) (1954)
- Cleopatras sang  (Tekst Epe, musik Åge Stentoft) (1954)
- Osvald i New York (Tekst Epe, musik Åge Stentoft) (1954)
- Lalaloo (Tekst Epe, musik Åge Stentoft) (1954)